# Мендон (Міссурі)
Мендон (англ. Mendon) — місто (англ. city) в США, в окрузі Черітон штату Міссурі. Населення — 163 особи (2020).

## Географія
Мендон розташований за координатами 39°35′26″ пн. ш. 93°8′2″ зх. д. / 39.59056° пн. ш. 93.13389° зх. д. (39.590583, -93.133926).  За даними Бюро перепису населення США в 2010 році місто мало площу 0,46 км², уся площа — суходіл.

## Демографія
Згідно з переписом 2010 року, у місті мешкала 171 особа в 81 домогосподарстві у складі 48 родин. Густота населення становила 368 осіб/км².  Було 104 помешкання (224/км²).
Расовий склад населення:
| - 98,8 % — білих - 1,2 % — чорних або афроамериканців |

До двох чи більше рас належало 0,0 %. Частка іспаномовних становила 0,0 % від усіх жителів.
За віковим діапазоном населення розподілялося таким чином: 21,1 % — особи молодші 18 років, 53,2 % — особи у віці 18—64 років, 25,7 % — особи у віці 65 років та старші. Медіана віку мешканця становила 40,5 року. На 100 осіб жіночої статі у місті припадало 85,9 чоловіків;  на 100 жінок у віці від 18 років та старших — 87,5 чоловіків також старших 18 років.
Середній дохід на одне домашнє господарство  становив 39 646 доларів США (медіана — 29 464), а середній дохід на одну сім'ю — 49 051 долар (медіана — 33 438). За межею бідності перебувало 19,9 % осіб, у тому числі 26,8 % дітей у віці до 18 років та 14,9 % осіб у віці 65 років та старших.
Цивільне працевлаштоване населення становило 51 осіб. Основні галузі зайнятості: сільське господарство, лісництво, риболовля — 25,5 %, освіта, охорона здоров'я та соціальна допомога — 19,6 %, роздрібна торгівля — 11,8 %, будівництво — 9,8 %.